# Summer World University Games 2025/Teilnehmer (Schweiz)
| Gelbes Symbol für Goldmedaillen mit stilisierten Olympischen Ringen | Graues Symbol für Silbermedaillen mit stilisierten Olympischen Ringen | Braundes Symbol für Bronzemedaillen mit stilisierten Olympischen Ringen |
| ------------------------------------------------------------------- | --------------------------------------------------------------------- | ----------------------------------------------------------------------- |
| 3                                                                   | 4                                                                     | 3                                                                       |

Die Schweiz nahm an den Summer World University Games 2025 vom 16. bis zum 27. Juli mit 76 Athleten (41 Männer und 35 Frauen) teil.

## Medaillen

### Medaillenspiegel
| Rang   | Sportart        | Gold | Silber | Bronze | Gesamt |
| ------ | --------------- | ---- | ------ | ------ | ------ |
| 1      | Leichtathletik  | 2    | 3      | 1      | 6      |
| 2      | Beachvolleyball | 1    | –      | –      | 1      |
| 3      | Turnen          | –    | 1      | 1      | 2      |
| 4      | Fechten         | –    | –      | 1      | 1      |
| Gesamt | Gesamt          | 3    | 4      | 3      | 10     |

### Medaillengewinner
| Name/n                                                                  | Sportart        | Wettkampf            |
| ----------------------------------------------------------------------- | --------------- | -------------------- |
| Gold                                                                    |                 |                      |
| Menia Bentele Annique Niederhauser                                      | Beachvolleyball | Frauen               |
| Simon Wieland                                                           | Leichtathletik  | Speerwurf            |
| Joceline Wind                                                           | Leichtathletik  | 1500 m               |
| Silber                                                                  |                 |                      |
| Léonie Pointet                                                          | Leichtathletik  | 200 m                |
| Veronica Vancardo                                                       | Leichtathletik  | 800 m                |
| Larissa Bertényi Léonie Pointet Iris Caligiuri Soraya Becerra           | Leichtathletik  | 4 × 100 m Staffel    |
| Luca Murabito                                                           | Turnen          | Sprung               |
| Bronze                                                                  |                 |                      |
| Sven Vineis                                                             | Fechten         | Degen Einzel         |
| Nino Portmann                                                           | Leichtathletik  | Zehnkampf            |
| Dominic Tamsel Ian Raubal Luca Murabito Mattia Piffaretti Tim Randegger | Turnen          | Mannschaftsmehrkampf |

## Teilnehmer nach Sportarten

### Badminton
| Frauen - Milena Schnider |

### Beachvolleyball
| Frauen - Menia Bentele - Annique Niederhauser |

### Bogenschießen
| Männer - Arnaud Renaud - Felix Möckli - Keziah Chabin | Frauen - Alice Bétrisey - Laura Amato - Maxine Pichonnaz |

### Fechten
| Männer - Diego Erbetta - Jonathan Fuhrimann - Sven Vineis - Théo Brochard | Frauen - Iulia Izzo - Pauline Heubi - Virginia Romeo |

### Judo
| Männer - Thien Oulevey | Frauen - Chiara Friden |

### Leichtathletik
| Männer - Vincent Gendre - Nahom Yirga - Ivan Pelizza - Nino Portmann - Gian Vetterli - Lars Wolfisberg - Franck Di Sanza - Simon Wieland - Felix Eichenberger - Justin Fournier - Jephté Vogel | Frauen - Larissa Bertényi - Joceline Wind - Iris Caligiuri - Léonie Pointet - Catia Gubelmann - Lena Wernli - Salome Hüsler - Nadja Zurlinden - Soraya Becerra - Michelle Gröbli - Veronica Vancardo - Miryam Mazenauer |

### Rudern
| Männer - Bojan Reuffurth | Frauen - Olivia Negrinotti |

### Schwimmen
| Männer - Daniil Sokolovskiy - Noah Retzler - Robin Yeboah - Maël Allegrini - Tiago Behar - Ilan Gagnebin - Maxwell Seidel - Mattia Mauri - Dominic Chtaini | Frauen - Gaia Rasmussen - Julia Ullmann - Angélique Brugger - Amélie Bertschi - Manon Richard - Julia Balthasar |

### Tennis
| Männer - Dylan Dietrich - Jonas Schär - Luca Stäheli | Frauen - Sophie Lüscher |

### Tischtennis
| Männer - Barish Moullet - Mauro Schärrer - Loïc Stoll | Frauen - Ludivine Maurer |

### Turnen

#### Gerätturnen
| Männer - Dominic Tamsel - Ian Raubal - Luca Murabito - Mattia Piffaretti - Tim Randegger | Frauen - Anina Wildi - Anny Wu - Martina Eisenegger |

#### Rhythmische Sportgymnastik
Frauen
- Lauren Grüniger

### Wasserspringen
| Männer - Damian O’Dell |